# Aubepierre-Ozouer-le-Repos
Aubepierre-Ozouer-le-Repos is een gemeente in het Franse departement Seine-et-Marne (regio Île-de-France) en telt 867 inwoners (1999). De plaats maakt deel uit van het arrondissement Melun.

## Geografie
De oppervlakte van Aubepierre-Ozouer-le-Repos bedraagt 26,5 km², de bevolkingsdichtheid is 32,7 inwoners per km².
De onderstaande kaart toont de ligging van Aubepierre-Ozouer-le-Repos met de belangrijkste infrastructuur en aangrenzende gemeenten.

## Demografie
Onderstaande figuur toont het verloop van het inwonertal (bron: INSEE-tellingen).

1. ↑  Populations de référence 2022.